# Laubert
Laubert er en by i Lozère, i det sydlige Frankrig.
Beboere i Laubert bliver kaldt "Laubertois".

## Geografi
Laubert ligger på RN88, 20 kilometer nord for Mende og 69 kilometer syd for Le Puy-en-Velay.

## Historie

### Kirken
Et kapel blev grundlagt i 1278, blev ødelagt i 1636, og genopbygget i 1773. Kapellet blev erstattet af den nuværende kirke i 1825.
Kirketårnet er "en peigne". Byrådet besluttede sig i 1963 for at restaurere kirkeklokken, da den var revnet.
Et lille springvand ved foden af kirken tilføjer en smule mere charme til kirken.
I kirken er der følgende:
- En 1500-tals figur af Kristus i flerfarvet træ.
- En jomfru og et barn fra det syttende århundrede i forgyldt træ.
- Et Atlas der støtter talerstolen (der er tre andre Atlasser af denne type i Lozère).
- En forgyldt og malet altertavle, med drejede kolonner, som kom fra Capuchin kirken i Mende, toppet med to urner.

## Det gamle slot
Det gamle slot er lukket for besøg. Man kan kun se slottet og voldgravene udefra.